# Patricia Allende
Patricia Allende Gil de Biedma (Madrid, 29 de septiembre de 1954-Madrid, 3 de enero de 2025) fue una fotógrafa española dedicada a la fotografía profesionalmente desde 1990. En su lenguaje artístico buscaba la abstracción de la realidad. Era hermana de la fallecida fotógrafa Bárbara Allende, conocida como Ouka Leele.

## Ámbito profesional
Desde los inicios de su carrera, la naturaleza es el tema dominante de su obra, de su afán de registrarla, nace su vocación fotográfica. Allende se inició como paisajista, pero su obra ha ido evolucionando adentrándose en un informalismo que deriva en muchos casos en la abstracción, experimentando con la luz, destacando su capacidad de captar el movimiento inmóvil sin ayuda de más tecnología que su propia cámara. En sus proyectos, en la mayoría de los casos parte de la literatura para mediante la fotografía crear su propio relato. En una ocasión ha sido Theodor Schwenk, con su poema Sobre el caos sensible. En otros trabajos es el escritor alemán Goethe el que ha sustentado la obra fotográfica de Allende.
Uno de sus proyectos iniciales fue un recorrido minucioso por el río Tajo del que derivó el proyecto Tajo –Tejo. 12 objetivos fotográficos, una muestra itinerante en la que trabajó junto a artistas portugueses y que estuvo presente en la Exposición Especializada de 1998, denominada Expo ¨98, cuyo tema fue "Los océanos: un patrimonio para el futuro".
Ha sido co-comisaria de la exposición "España ayer y hoy, Escenarios, costumbres y protagonistas de un siglo", en ella se presentaron a través de 150 fotografías distintos aspectos de la vida de España a lo largo del siglo XX. Llevó a cabo este proyecto junto con Myriam de Liniers y Miguel Urabayen. Se presentó en el Museo Reina Sofía de Madrid, en las salas del Museo de Bellas Artes de la Consejería de Cultura de la Junta de Galicia, así como en el Centro Montehermoso de Vitoria en 2002 .
La exposición colectiva celebrada en 2005 titulada Arte Solidario. El tren de la Memoria 11M, sobre el aniversario del atentado sufrido en Madrid, fue organizada por la Comunidad de Madrid. Allende participó en ella con la obra ¿Por qué?. Esta obra pasó a formar parte de la colección de arte contemporáneo CA2M tras ser adquirida por la Comunidad de Madrid.
El agua es un tema recurrente en la obra de Allende, siendo incluida en varias exposiciones relacionadas con esta temática. En 2006 participó con su obra Somos Agua I en el proyecto internacional Seeing Yourself, que ha itinerado por Europa, Sudamérica, Japón y Marruecos.
Ha participado en diversas bienales, entre otras en el año 2012 en la “IV Bienal de Arte Contemporáneo Fundación Once” presentada en el Centro Conde Duque de Madrid y en la 1.ª Biennale Internationale Casablanca. “Se regarder Soi-même” en Marruecos
En 2019 participó en el diario El País, en el espacio dedicado a la fotografía en las páginas de opinión. Se trata de la publicación semanal que realiza el periódico de una serie de 6 fotos de un mismo autor, de lunes a sábado, y el domingo se hace una fotogalería en la web con las mismas imágenes. Desde el lunes 10 de junio hasta el domingo 16 de junio de 2019, se publicó en la sección de Opinión diariamente una fotografía de Allende de la serie titulada Abstracto.
De la A a la Z. Diccionario incompleto de la fotografía española es el título de la exposición de fotografías de la Colección CA2M presentada en el Centro Niemeyer de Asturias celebrada en 2020. Allende ha participado en esta exposición comisariada por Rosa Olivares.